# Varazze
Varazze là một đô thị ở tỉnh Savona ở vùng Liguria của Ý, có khoảng cách khoảng 30 km về phía tây của Genoa và khoảng 11 km về phía đông bắc của Savona. 

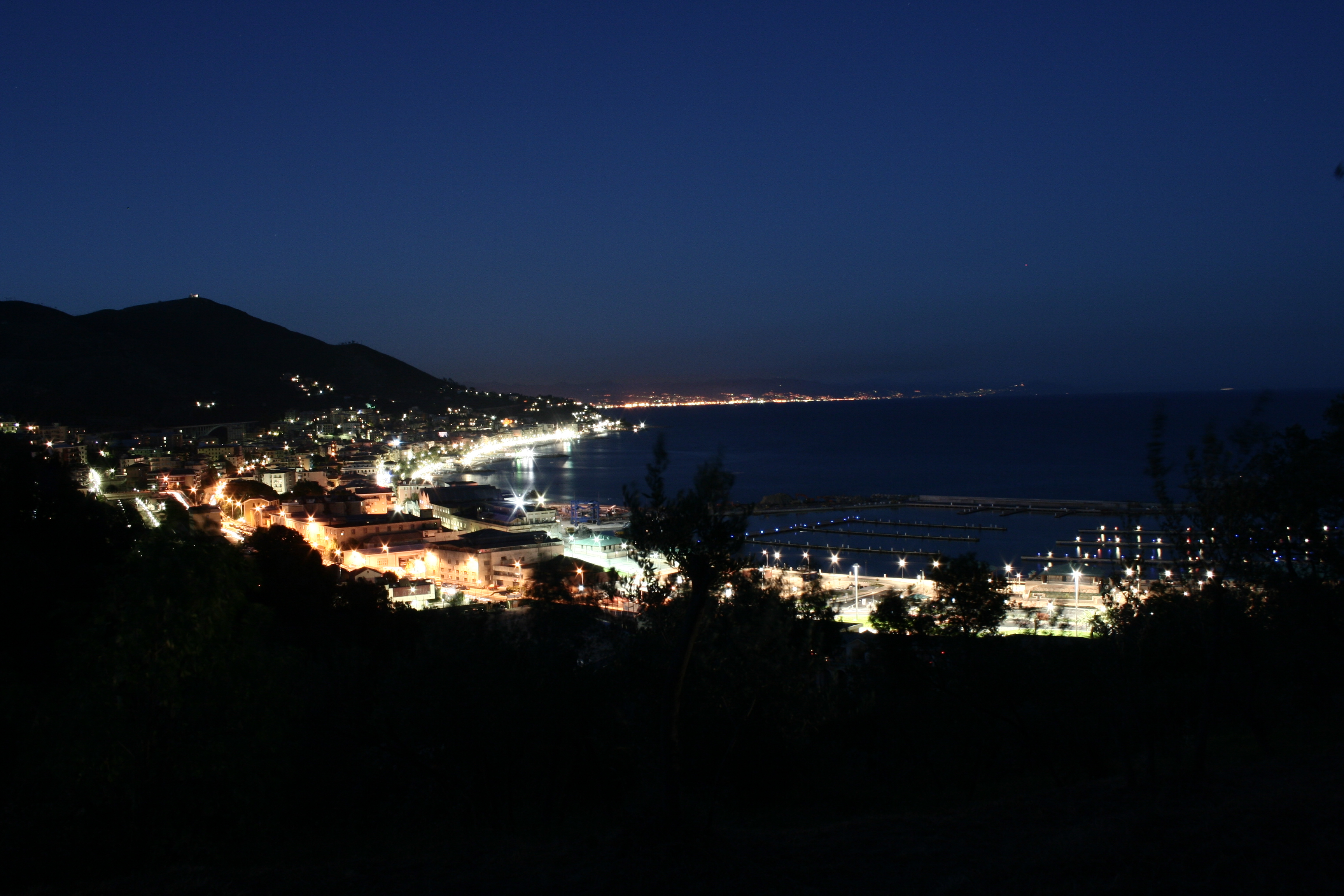
Cảnh đêm Varazze.

Varazze giáp các đô thị: Celle Ligure, Cogoleto, Sassello, và Stella.
Kinh tế chủ yếu dựa vào ngành đóng tàu và du lịch.